# Copelatus strigosulus
Copelatus strigosulus är en skalbaggsart som först beskrevs av Leon Fairmaire 1878.  Copelatus strigosulus ingår i släktet Copelatus och familjen dykare. Inga underarter finns listade i Catalogue of Life.